# Вальбек (Мансфельд)
Вальбек (нем. Walbeck) — община в Германии, в земле Саксония-Анхальт.
Входит в состав района Мансфельд. Подчиняется управлению Хеттштедт. Население составляет 966 человек (на 31 декабря 2004 года). Занимает площадь 9,66 км².

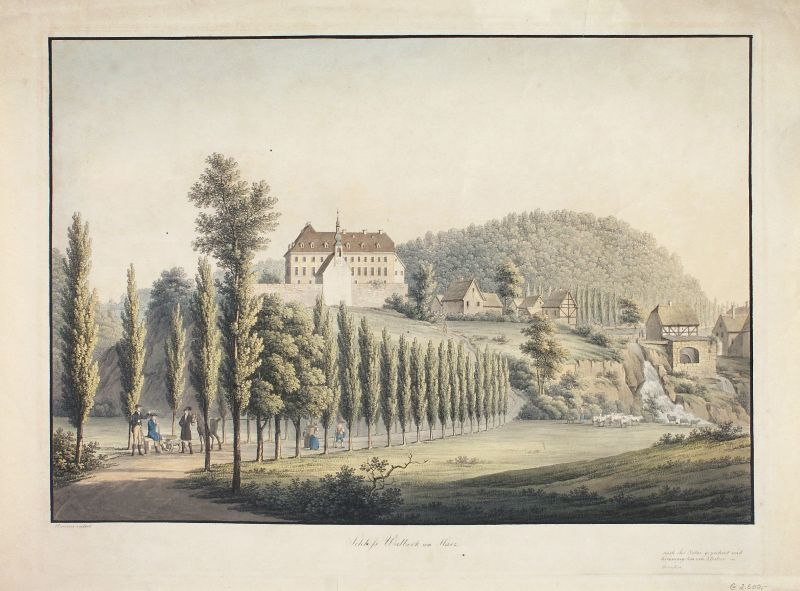
Замок